# Spodoptera filum
Spodoptera filum är en fjärilsart som beskrevs av Achille Guenée 1852. Spodoptera filum ingår i släktet Spodoptera och familjen nattflyn. Inga underarter finns listade i Catalogue of Life.